# Ульрих, Отто (врач)
Отто Ульрих (нем. Otto Ullrich, 7 января 1894 — 22 октября 1957, Бонн) — немецкий генетик и педиатр, один из основателей клинической генетики в Германии, внёсший вклад в определение симптомокомплексов и дисморфологию. Автор 24 научных публикаций.
С его фамилией эпонимически связаны несколько болезней: синдром Ульриха — Тёрнера, синдром врождённой мышечной дистрофии Ульриха, синдром Бонневи — Ульриха.

## Биография

### Ранние годы и образование
Родился 7 января 1894. Медицинское образование получил в Мюнхене. Во время Первой мировой войны Отто служил помощником врача в медицинском корпусе. После войны он работал с профессором Мейнхардом фон Пфаундлером, председателем педиатрии в Мюнхенском Университете. Пфаундлер оказал влияние на Ульриха, заинтересовав его медицинской генетикой. В 1922 году Ульрих был назначен директором поликлиники, а в 1929 году получил статус профессора.

### Вклад в изучение СШТ и ВМДУ
В 1930 году в журнале Zeitschrift fur Kinderheilkunde (ныне European Journal of Pediatrics) Отто Ульрих описал случай 8-летней девочки с полной клинической картиной заболевания — синдрома Ульриха — Тёрнера, включающего врождённый лимфедематозный избыток кожи затылка и врождённую лимфедему рук и ног с дисплазией ногтей, сфинксоподобное невыразительное лицо с поражениями черепных нервов, включая двусторонний птоз и слабость лицевого нерва с так называемым «рыбьим ртом» и высоким и узким дугообразным нёбом, низко посаженные уши и низкая задняя линия волос, позднее развитие pterygium colli; гипопластические соски и cubiti valgi; низкий рост и нормальное интеллектуальное развитие.
В том же году выделил и описал врождённую мышечную дистрофию Ульриха, характеризующуюся генерализованной мышечной слабостью и разительной гипермобильностью дистальных суставов в сочетании с переменными контрактурами более проксимальных суставов и нормальным интеллектом.

### Берлин, Эссен
В 1934 году Отто переехал в Берлин, где занял должность директора Национального центра по борьбе с детской смертностью, для чего знание генетики человека было обязательным условием. Однако Ульриху не понравилась политическая атмосфера в Берлине, и через полгода он переехал в Эссен, став директором городской детской больницы.

### Росток, Бонн
В 1939 году Ульрих в качестве профессора был призван на кафедру педиатрии в Росток — в Ростокский университет. В 1943 году занял кафедру в Бонне — в Боннском университете, где оставался до своей смерти. 1952 году был избран в Германскую академию естествоиспытателей «Леопольдина». Умер 22 октября 1957 года.

## Личностные качества
Ганс-Рудольф Видеманн, заслуженный профессор Кильского университета и бывший главный ординатор Ульриха, рассказал о профессиональных и личных качествах своего наставника:

Как врач Ульрих был очень разносторонним. У постели больного он был терпелив и быстро завоёвывал доверие ребёнка. Он очень спокойно проводил осмотр и был прекрасным наблюдателем, способным с первого взгляда уловить всё самое важное. Лабораторные данные он проверял регулярно, но никогда не придавал им чрезмерного значения, вполне в Мюнхенском духе, отличающегося высокой критичностью и аналитичностью. Особая способность запоминать и вспоминать предыдущие случаи позволяла Ульриху с удивительной лёгкостью ставить правильные диагнозы. Его обходы были пунктуальными, как часы, и очень тщательными, предлагая богатую информацию и опытные советы, обогащённые его критическим взглядом и ярко выраженным отвращением к поспешности, особенно в терапии. Это было не только результатом его мюнхенского образования, но и отражало его личные склонности.
Как человек Отто Ульрих обладал благородной и милосердной личностью, с притягательным взглядом и заботой об умеренности и компромиссах. Помимо профессиональных контактов, Ульрих мог быть сдержанным с молодыми коллегами, однако, когда ему удавалось открыться другим, он всегда вызывал радость.

## Наследие
Достижения Отто были отмечены в 1991 году учреждением медали Отто Ульриха за выдающиеся достижения в области медицинской генетики. Об учреждении этой награды было объявлено в журнале American Journal of Medical Genetics, в издании, содержащем редакционную статью и несколько статей, посвящённых Ульриху и его научным достижениям.

### Основные публикации
На сайте Life in the Fast Lane выделены следующие публикации Отто Ульриха:
- O. Ullrich. Kongenitale, atonisch-sklerotische Muskeldystrophie, ein weiterer Typus der heredodegenerativen Erkrankungen des neuromuskulären Systems (нем.) // Zeitschrift für die gesamte Neurologie und Psychiatrie : журнал. — 1930. — Dezember (Bd. 126, H. 1). — S. 171—201. — ISSN 0303-4194. — doi:10.1007/BF02864097.
- O. Ullrich. Über typische Kombinationsbilder multipler Abartungen (нем.) // Zeitschrift für Kinderheilkunde[англ.] : журнал. — München, 1930. — März (Bd. 49, H. 3). — S. 271—276. — ISSN 1432-1076. — doi:10.1007/BF02248090.
- O. Ullrich. Congenital, atonisch-sklerotische Muskeldystrophie (нем.) // Monatsschrift Kinderheilkunde[нем.] : журнал. — 1930. — Bd. 47. — S. 502—510.
- O. Ullrich. Angeborene Muskeldefekte und angeborene Beweglichkeitsstörungen im Gehirnnervenbereich (нем.) // Handbuch der Neurologie : журнал. — 1936. — Bd. 16. — S. 139.
- O. Ullrich. Zur Phanogenese kombinierter Missbildungen (нем.) // Monatsschrift Kinderheilkunde[нем.] : журнал. — 1937. — Bd. 63. — S. 94—100.
- O. Ullrich. Neue Einblicke in die Entwicklungsmechanik Multipler Abartungen und Fehlbildungen (нем.) // Klinische Wochenschrift[англ.] : журнал. — Essen, 1938. — Februar (Bd. 17). — S. 185—190. — ISSN 1432-1440. — doi:10.1007/BF01778432.
- O. Ullrich. Die Pfaundler-Hurlersche Krankheit: Ein Beitrag zum Problem pleiotroper Genwirkung in der Erbpathologie des Menschen // Ergebnisse der Inneren Medizin und Kinderheilkunde : журнал. — 1943. — Т. 63. — С. 929—1000.
- O. Ullrich. Uber polyphane und pleiotrope Genwirkung in der Erbpathologie des Menschen: Erlautert an Beispielen von multiplen Abartungen (Status Bonnevie-Ullrich und Pfaundler-Hurlersche Krankheit) // Zeitschrift für menschliche Vererbungs- und Konstitutionslehre : журнал. — 1944. — Т. 27. — С. 651—681.
- O. Ullrich. Turner's syndrome and status bonnevie-ullrich; A synthesis of animal phenogenetics and clinical observations on a typical complex of developmental anomalies (англ.) // American Journal of Human Genetics[англ.] : журнал. — 1949. — December (vol. 1, iss. 2). — P. 179—202. — ISSN 0002-9297. — PMID 17948393. — PMC 1716335.
- O. Ullrich. Der Status Bonnevie-Ullrich im Rahmen anderer “Dyscranio-Dysphalangien” // Ergebnisse der inneren Medizin und Kinderheilkunde. — 1951. — Т. 2. — С. 412—466.
- O. Ullrich, H. Fremerey-Dohna. Dyskephalie mit Cataracta congenita und Hypotrichose als typischer Merkmalskomplex (нем.) // Ophthalmologica : журнал. — 1953. — Bd. 125, H. 3. — S. 144—154. — ISSN 0030-3755. — doi:10.1159/000301404.
- O. Ullrich, H. Weicker. Morphologische und statistische Untersuchungen über die intrauterine Absterbeordnung in der ersten Hälfte der Schwangerschaft (нем.) // Klinische Wochenschrift[англ.] : журнал. — 1957. — Juli (Bd. 35, H. 13). — S. 687—688. — ISSN 1432-1440. — doi:10.1007/BF01481272.